# Delane C. Kritsky
Delane C. Kritsky est un parasitologue américain spécialiste des Monogènes, qui sont des parasites de poissons appartenant à une classe de Plathelminthes. Sa recherche a surtout concerné la taxonomie, la systématique et la phylogénie des Monogènes.
Delane C. Kritsky est un des auteurs les plus prolifiques et les plus respectés dans le monde dans le domaine de la systématique des Monogènes, et il a décrit des centaines d'espèces . Il a aussi été le co-auteur d'une des révisions des Monogènes les plus citées, en 1993 .

## Biographie
Delane C. Kritsky a passé sa thèse (PhD) en 1971 à l'Université de l'Illinois à Urbana-Champaign ,. Il a fait toute sa carrière à Université d'État de l'Idaho à Pocatello, où il a commencé en 1974 et est devenu Professeur en 1983. Il a été administrateur pendant une grande partie de sa carrière: de 1979 à 1989 il a été le chef du Département des Professions Médicales, a été Doyen en 1985-1986, et Doyen associé de 1989 à sa retraite . Il est toujours (2018) Professeur émérite de l'Université d'État de l'Idaho . Il est membre du Comité de rédaction de plusieurs revues scientifiques de parasitologie, dont Zoologia  et Systematic Parasitology .

## Taxons dédiés
De nombreux taxons ont été dédiés à Delane C. Kritsky par ses collègues du Monde entier. Ces taxons incluent deux genres, le Digène Kritsky Orélis-Ribeiro  and Bullard, 2016  et le Monogène Kritskyia Kohn, 1990 .
Plusieurs espèces de Monogènes ont été nommés en son honneur, dont Bravohollisia kritskyi Lim, 1995, Dactylogyrus kritskyi Mizelle & McDougal 1970, Protogyrodactylus kritskyi Boeger, Diamanka, Pariselle & Patella 2012, Pseudorhabdosynochus kritskyi Dyer, Williams & Bunkley-Williams, 1995, Sciadicleithrum kritskyi Bellay, Takemoto, Yamada &  Pavanelli, 2009  and Haliotrema kritskyi Vala, Maillard & Overstreet, 1982  et aussi une espèce de Digène, Lissorchis kritskyi Barnhart & Powell 1979.